# Swiss Indoors 1992
Lo Swiss Indoors 1992, noto anche come Davidoff Swiss Indoors per motivi di sponsorizzazione, è stato un torneo di tennis giocato sul cemento. È stata la 23ª edizione del torneo e faceva parte della categoria World Series nell'ambito dell'ATP Tour 1992. Si è giocato a Basilea in Svizzera dal 28 settembre al 4 ottobre 1992.

## Campioni

### Singolare maschile
Boris Becker ha battuto in finale  Petr Korda con il punteggio di 3–6, 6–3, 6–2, 6–4

### Doppio maschile
Tom Nijssen /  Cyril Suk hanno battuto in finale  Karel Nováček /  David Rikl || 6–3, 6–4